# Чучуля
Чучуля (рум. Ciuciulea) — село у Глоденському районі Молдови. Утворює окрему комуну.

## Населення
За даними перепису населення 2004 року у селі проживали 3707 осіб.
Національний склад населення села:
| Національність       | Кількість осіб | Відсоток   |
| -------------------- | -------------- | ---------- |
| молдавани румуни     | 3650 19        | 98,5% 0,5% |
| українці             | 18             | 0,5%       |
| росіяни              | 18             | 0,5%       |
| інша / без відповіді | 2              | 0,1%       |
| Всього               | 3707           | 100%       |